# Àfars

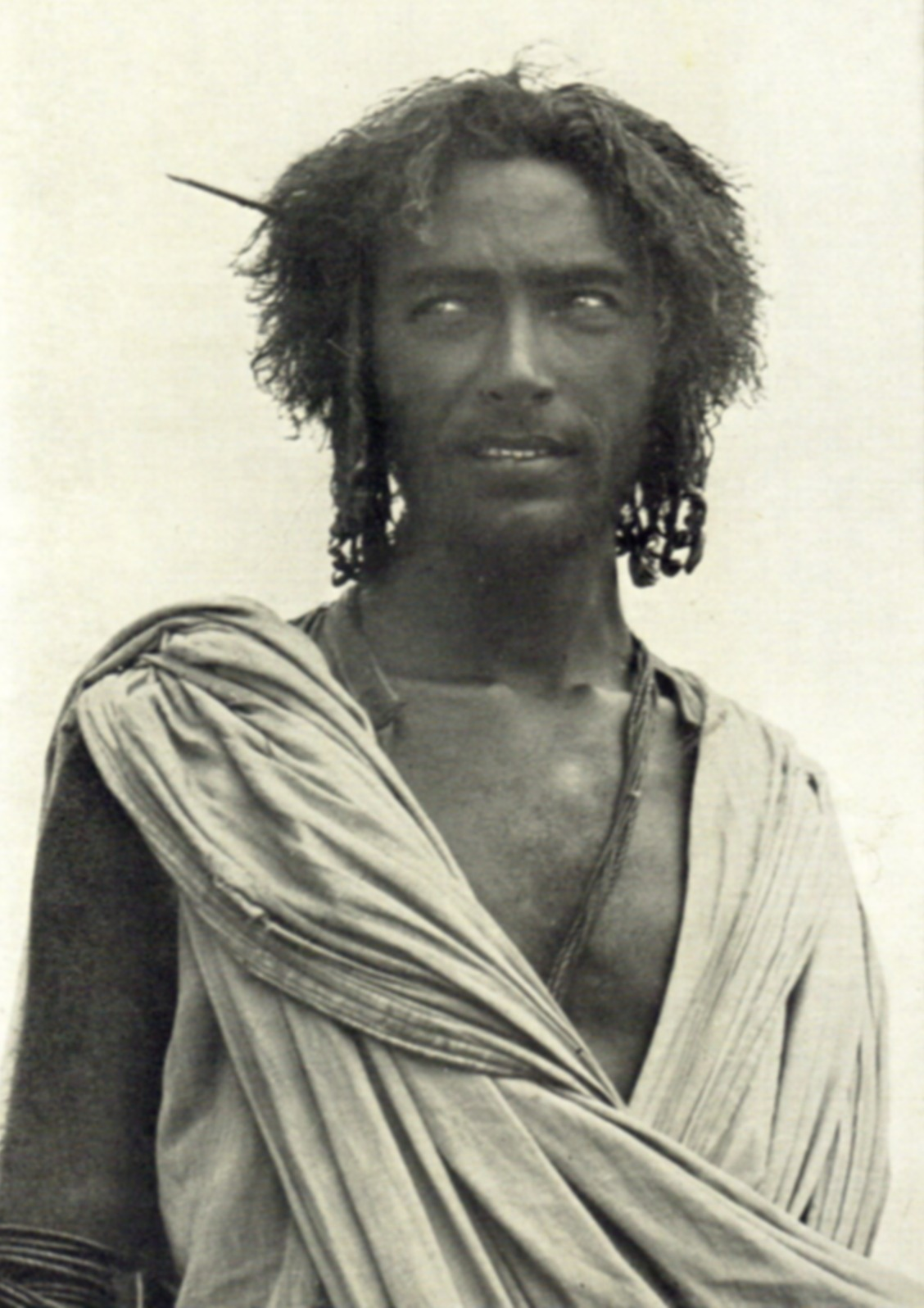
Un nòmada àfar el 1950

Els àfars (àfar: Qafár), també coneguts antigament com a danakil, en singular dankali, són un poble d'Eritrea, Etiòpia i Djibouti que parlen la llengua àfar. Els àfars tenen reconeguda una regió autònoma a Etiòpia (la regió Àfar) i han lliurat una llarga guerra a Djibouti en defensa dels seus drets contra els isses somalis. Actualment, no gaudeixen de cap mena d'autonomia a Eritrea, però van gaudir breument d'una regió autònoma sota Menguistu Haile Mariam. El soldà dels danakil dona suport a la lluita per la independència. Els danakil van crear alguns soldanats al final del segle xvii, dels quals el principal fou el d'Ausa. Es van revoltar contra l'emperador d'Abissínia i, més endavant (1975), contra el govern comunista que el va succeir. El govern militar (Derg) va establir una regió autònoma àfar a Assab el 1989, que va durar de fet fins al 1991 i jurídicament uns mesos més, fins que fou dissolta pel nou govern de l'Eritrea independent.